# Велф II (Линцгау)
Велф II (на немски: Welf II, Welfo; † пр. 876) от старите бургундски Велфи е граф в Линцгау (842/850) на Боденското езеро и в Алпгау (852 – 858) в южен Шварцвалд в Херцогство Швабия. Вероятно е прародител на швабските Велфи. Той е доказан през средата на 9 век на Боденското езеро.
Той е вероятно син на Конрад I († 862), граф на Парж, и Аделхайд фон Тур († сл. 866), или на брат му Рудолф I († 866) и Родуна/ Хруодун († сл. 867). Внук е на граф Велф I († 825).

## Фамилия
Велф II се жени за фон Бухау и е баща на:
- Конрад, граф на Линцгау 903 – 913
- Етихо († сл. 911, погребан в Амергау), граф в Амергау, женен за Аделинда фон Бабенберг (855 – 915), прародител на Рудолф II фон Алтдорф († ок. 990) и на Велф III († 1055), херцог на Каринтия.